# Senida Mesi
Senida Mesi, née le 16 décembre 1977 à Shkodër (Albanie), est une femme politique albanaise, anciennement vice-Première ministre d'Albanie.

## Biographie
Senida Mesi a fait ses études à l'université de Tirana, en économie et gestion des affaires en 2000. Elle a longtemps travaillé dans des banques, dans les ressources humaines, dans les finances publiques ou dans le développement économique local. Elle est aussi chargée de cours à temps partiel à l'université Luigj Gurakuqi de Shkodër et présidente du conseil de contrôle financier de la ville.
Elle entre en politique en 2015, comme membre du conseil municipal de sa ville natale. Le 25 juin 2017, elle est élue à l'Assemblée d'Albanie sur la liste du Parti socialiste d'Albanie pour la circonscription de Shkodër. En août, elle est nommée par le Premier ministre Edi Rama vice-Première ministre d'Albanie.